# Bandeira da Dakota do Norte

Bandeira da Dakota do Norte

Bandeira do governador

O desenho da bandeira da Dakota do Norte é quase uma cópia exata do estandarte levado pelas tropas contingentes na Guerra Filipino-Americana. Foi adotada pela legislatura da Dakota do Norte em 3 de março de 1911, embora a cor não tenha sido precisamente especificada na época. A Legislação em 1943 trouxe a bandeira em conformidade com o estandarte da tropa, que está em exposição no North Dakota Heritage Center, em Bismarck.
As proporções da bandeira oficial são 33:26, significativamente menor do que as outras bandeiras; porém, na prática, a bandeira é produzida e vendida com raio 5:3.